# Gordita
Las gorditas son un platillo mexicano elaborado a base de masa de maíz o trigo, rellenas de chicharrón, frijol, u otros ingredientes diversos (dependiendo de la zona geográfica).

## Descripción
Las gorditas son tortillas hechas a mano que, antes de cocerse el disco de masa cruda, se rellenan con algún ingrediente (generalmente, chicharrón prensado, queso fresco o frijol); posteriormente se fríen en aceite vegetal en una especie de sartén llamada comal, o también se cuecen directamente en el comal —sin usar aceite.
No siempre se rellenan, porque también existen preparaciones en que se mezcla uniformemente la masa de maíz con el ingrediente de uso. La manera de prepararlas cambia de región en región.
En el norte de México también pueden elaborarse de manera que parezca una tortilla pequeña, algo más gruesa que una tortilla habitual, se ponen a cocer en un comal y ya cocidas se abren a la mitad y se rellenan con queso o algún guisado como: picadillo, chicharrón, nopales, etc. En los estados de Durango, Coahuila y Chihuahua también existen las gorditas de harina que son hechas con harina de trigo.
Las gorditas reciben su nombre del hecho de que para prepararlas, es necesario crear una tortilla más gruesa (gorda) de lo normal, sin importar que el disco de masa de maíz se rellene o mezcle. Este es platillo que se puede encontrar fácilmente en los puestos ambulantes de comida, tan populares en México.
En la zona centro-sur de México, una gordita es una bolita de masa rellena en el centro con chicharrón prensado, ligeramente aplanada con las palmas de las manos y después puesta a freír en aceite o en manteca. Una vez frita se abre por la mitad y se le agrega cilantro, cebolla, queso rallado o queso oaxaca. Si el comensal lo prefiere, también se le puede agregar salsa verde o roja.

## Variantes
- Las gorditas de horno son un alimento tradicional mexicano elaborado a base de maíz, derivados de leche de vaca, manteca de cerdo y azúcar. Se preparan básicamente en el medio rural de forma artesanal, con recetas tradicionales que pasan de una generación a otra. Son muy solicitadas en las fiestas del día de muertos y es muy común enviarlas como regalo de los habitantes del campo a sus familiares que se encuentran en la ciudad o en el extranjero.
- Las gorditas de nata son una versión dulce que se elabora con nata (la capa de grasa que se recoge al hervir leche), harina de trigo, azúcar, huevos y, a veces, un poco de levadura. No lleva relleno como tal, pues los ingredientes se mezclan en la masa. La gordita de nata se cocina al comal hasta que queda esponjosa, dorada por fuera y suave por dentro.